# Liste der Kulturdenkmäler in Gemünden (Westerwald)
In der Liste der Kulturdenkmäler in Gemünden sind alle Kulturdenkmäler der rheinland-pfälzischen Ortsgemeinde Gemünden aufgeführt. Grundlage ist die Denkmalliste des Landes Rheinland-Pfalz (Stand: 21. Dezember 2021).

## Denkmalzonen
| Bezeichnung                    | Lage                                                   | Baujahr | Beschreibung                                       | Bild                           |
| ------------------------------ | ------------------------------------------------------ | ------- | -------------------------------------------------- | ------------------------------ |
| Denkmalzone Jüdischer Friedhof | nördlich der Ortslage im Waldgebiet am Kahlenberg Lage | um 1780 | um 1780 angelegt, 19 Grabsteine in umzäuntem Areal | weitere Bilder Fotos hochladen |

## Einzeldenkmäler
| Bezeichnung                    | Lage                              | Baujahr | Beschreibung                                                                                          | Bild                           |
| ------------------------------ | --------------------------------- | ------- | --- | ------------------------------ |
| Evangelische Pfarrkirche       | Hauptstraße Lage                  |         | ehemals Stiftskirche St. Severus; dreischiffige Pfeilerbasilika, im Kern romanisch, um 1510 erweitert | weitere Bilder Fotos hochladen |
| Pfarrhaus                      | Hauptstraße 29 Lage               | um 1910 | Putzbau, teilweise verschiefert, um 1910                                                              | Fotos hochladen                |
| Rathaus                        | Hauptstraße 36 Lage               | 1904    | späthistoristischer Putzbau, bezeichnet 1904                                                          | weitere Bilder Fotos hochladen |
| Steinmühle                     | Steinmühlenweg 3a Lage            | 1799    | Wohnhaus der Steinmühle, teilweise massiv, Zierfachwerk, bezeichnet 1799                              | weitere Bilder Fotos hochladen |
| Evangelisch-lutherische Kirche | Untere Kirchstraße, zu Nr. 2 Lage | 1865    | Saalbau, bezeichnet 1865 und 1914                                                                     | weitere Bilder Fotos hochladen |